# ノンプレイヤーキャラクター
ノンプレイヤーキャラクター（英: non player character, NPC）とは、プレイヤーが操作しないキャラクターのことを指す語である。プレイヤーに操作されるキャラクターを指す「プレイヤーキャラクター(PC)」の対義語である。以前はもっぱらテーブルトークRPG用語であったが、コンピュータゲームでも容量の増大等で、コンピュータが操作するキャラクターが「人間らしくふるまう」ことも増えたことから、テーブルトークRPG以外でも使われるようになった。

## PCとNPC
NPCはゲームマスターの構築した世界を成り立たせる要素の一つであり、プレイヤーキャラクターに対し「ゲームの進行」「イベント発生」「バランス調整」を行い、プレイヤーをゲームマスターの作ったストーリーにうまく誘導するための存在である。
言葉の定義からすれば、プレイヤーが操作しないキャラクターは全てNPCである。多くのTRPGでは、主人公の家族・店の主人・普通の村人・王や姫・モンスターなどの敵キャラクター、ありとあらゆるものがNPCの範疇に含まれる。ただし「敵キャラクター」をPCとは異なるルールで運用するようなゲームについては、「敵キャラクター」と「NPC」を区別しているものもある。
コンピュータRPGでも言葉の定義からすれば、コントローラーなどでの直接操作ができない動的オブジェクトは全てNPCと言え、この意味では扉や宝箱などもNPCである。しかし、ゲームタイトルによっては、特定のキャラクターに限ってNPCの用語を使うこともある。たとえば、『ファイアーエムブレム』シリーズなどでは、「プレイヤーの操作できない（コンピュータ担当となる）、一時的に加わる味方」、『Sa・Ga2 秘宝伝説』では「プレイヤーの意志に関わりなく、一時的に加わる味方（操作はプレイヤーが行う）」を特に指して用いる。前者は本来の意味により近い用法である。
オンラインゲームでは、敵モンスターをNPCに含めるものと含めないものが存在する。

## NPCの役割
1. ゲームの進行
  - 物語の設定を紹介する。
  - プレイヤーキャラクターに対してサービス（会話・アイテムの授受）を提供する。
  - プレイヤーキャラクターの目的を示唆する。
  - プレイヤーキャラクターのライバルとして、時に障害となり、時にPCの成長の指標とする。
2. イベント発生
  - スタンス（友好的、中立的、敵対的など）によるプレイヤーキャラクターへの接触。
  - 仮想世界を現実世界のように見せるために演出する。
3. バランス調整
  - プレイヤーの人数が少ない場合や、パーティ全体の能力が低い場合は、これを補助する。
4. その他
  - 過去、PCとして活躍していたキャラクターをNPC化。時間経過や状況変化など、物語上の継続性を演出。
  - 雑誌などの読者参加企画として、小説やリプレイなどに登場。熱中度をあげ、友人を誘いやすくする。

## RPG以外のゲームにおけるNPC
対戦格闘ゲームやATCGなどの対戦ゲームにおいては、対戦相手がマッチングされない場合において、コンピュータが操作するNPC（仮想プレイヤー）を対戦相手役としてマッチングさせるシステムとなっている。このNPCのことを、「CPU」、あるいは「COM」（COMPUTER）と呼ぶ。逆に、実際に人間が操作するPCを「HUM」、あるいは「MAN」（HUMAN=人間）と呼ぶ。
- ネット麻雀などのオンラインテーブルゲームにおいて、PC用のタイトル（東風荘、天鳳など）ではCPUとのマッチングはなく、プレイヤーがゲームを離脱した場合も無操作のプレイヤー（ひたすらツモ切りを繰り返すなど）が残ってプレイヤーの復帰を待つが、アーケードゲームにおいては運営に支障が出ないよう、プレイヤーが揃わなかった場合や離脱した場合にCPUが参加するようになっている。
- 対戦型ゲームで、CPUとのみマッチングされるモードを特に「CPU戦」と呼んで区別することも多い。
- 三国志大戦シリーズなど、CPUがユニットを操作するようなゲームの場合、CPUの操作するユニットは「NPC」とは呼ばず、「CPU（仮想プレイヤー）の操作するPC」と解釈することが多い。
- スーパーロボット大戦シリーズでは、味方と敵軍の双方を攻撃対象もしくは双方に関わらない第三勢力としてのNPCや、イベントによって味方ユニットが一時的に独自の行動をとるNPCの形式もある。
- ゲームによっては、そのタイトルについて熟知していないとHUMとの区別が付かないような、HUMに近い振る舞いをするCPU（NPC）が設定されている場合もある。アイドルマスターなど。
- 「CPU」の語源はハイパーオリンピック（コナミ・1983年）といわれている。このゲームでは、1人用でプレイした場合に、最初の競技（100メートル走）の対戦相手として「CPU」と名づけられたNPCが登場する。
- テレビアニメでもその手法・設定が採られる場合があり、代表的な例として『Angel Beats!』が挙げられる。